# Henry Wirz
Heinrich Hartmann Wirz lepiej znany jako Henry Wirz (ur. 25 listopada 1823 w Zurychu, zm. 10 listopada 1865 w Waszyngtonie) – jeden z dwóch oficerów Armii Konfederacji sądzonych i skazanych na karę śmierci po zakończeniu wojny secesyjnej za zbrodnie wojenne, jakich miał się dopuścić pełniąc obowiązki komendanta obozu jenieckiego „Camp Sumter” w pobliżu Andersonville, w stanie Georgia.

## Życie prywatne
Wirz urodził się w Zurychu w Szwajcarii, tam też studiował medycynę na miejscowym uniwersytecie, nie wiadomo jednak, czy otrzymał dyplom ukończenia uczelni. Wirz, podobnie jak wielu innych mieszkańców państw niemieckich, którzy uciekali z Europy w obawie przed prześladowaniami po stłumieniu zrywów rewolucyjnych roku 1848, wyemigrował do Stanów Zjednoczonych w 1849. Przed rewolucją praktykował krótko jako lekarz, w 1845 ożenił się i miał dwoje dzieci, lecz nagle został na krótko aresztowany z nieznanych przyczyn i postanowił uciec.
Po przybyciu do USA zaczął praktykować jako lekarz w Kentucky, gdzie pojął za żonę wdowę o nazwisku Wolfe. W jakiś czas później, wraz z jej dwiema córkami przenieśli się do Luizjany. W roku 1855 urodziła im się córka ochrzczona imieniem Cora. Do roku 1861 Wirz świetnie radził sobie jako lekarz.

## W latach wojny
Gdy w roku 1861 wybuchła wojna secesyjna, Wirz wstąpił, jako szeregowy, do kompanii 'A' 4. batalionu Ochotniczego Pułku Luizjany Armii Konfederackiej. Krążyły pogłoski, że brał udział w bitwie pod Seven Pines w maju 1862 roku, w czasie której miał zostać trafiony pociskiem typu Minié, co spowodowało trwały niedowład prawej ręki. Nie istnieją żadne oficjalne dane potwierdzające jego udział w tej bitwie, ani w żadnych innych działaniach militarnych przed objęciem przezeń funkcji komendanta Andersonville. Wirz miał natomiast rzekomo służyć jako strażnik w obozie jenieckim w Alabamie, po czym zostać przeniesiony do Richmond (Wirginia) z podobnymi zadaniami. Z powodu swej ułomności został przydzielony do sztabu generała Johna Windera, który był przełożonym konfederackich obozów dla jeńców wojennych.
W lutym 1864 roku Konfederaci założyli duży zbiorczy obóz jeniecki „Camp Sumter” w pobliżu niewielkiej stacji kolejowej Anderson (tak się wówczas to miejsce nazywało) w Georgii, gdzie przetrzymywano znaczną liczbę wziętych do niewoli żołnierzy Unii. W marcu Wirz objął komendę nad tym obozem i pozostawał na tym stanowisku przez ponad rok.
Mimo że początkowo planowano budowę drewnianych baraków, Konfederaci zdecydowali się przetrzymywać swych jeńców na otwartym, otoczonym drewnianą palisadą, terenie o powierzchni 6,7 hektarów, co było pomyślane jako tymczasowe miejsce zatrzymania do chwili wymiany jeńców z Armią Unii. Jeńcy sami nadali obozowi nazwę Andersonville. Otoczony palisadą obóz o powierzchni 16 akrów i przeznaczony dla 10 000 jeńców wkrótce przepełnił się jeńcami z armii Williama Shermana oraz ze wschodniego teatru działań. Został powiększony do 26 akrów, na których stłoczono do sierpnia 1864 r. 33 000 ludzi (średnio 34 stopy kwadratowe na człowieka) co czyniło zeń piąte co do wielkości „miasto” Skonfederowanych Stanów Ameryki. Śmiertelność z powodu wygłodzenia i chorób sięgała miesięcznie 3000. W czasie 14 miesięcy istnienia obozu przewinęło się przezeń 45 000 jeńców, z czego 13 000 (28%) zmarło. Jeńcy cierpieli na brak żywności i lekarstw. Obóz był przeludniony, warunki sanitarne były fatalne, czemu towarzyszył brak wody pitnej.

## Proces i egzekucja

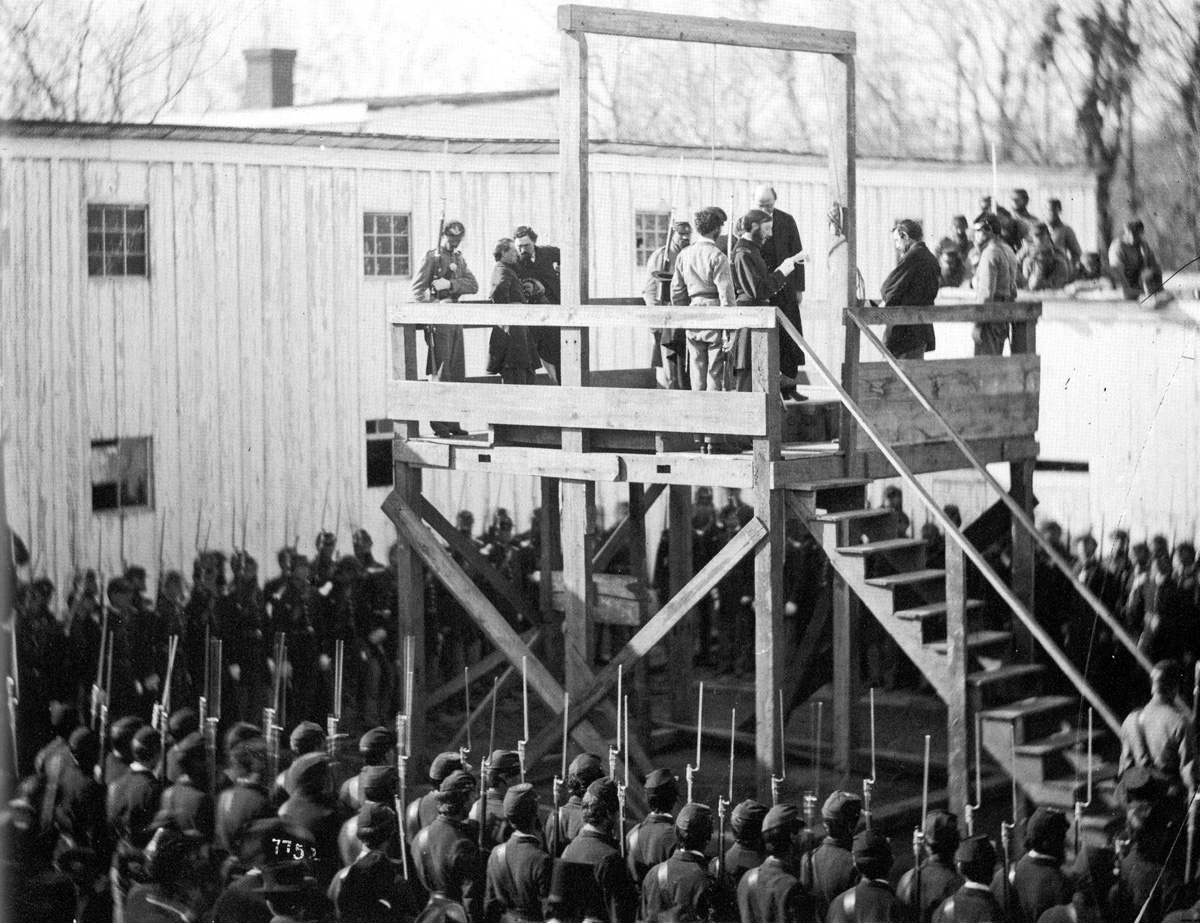
Henry Wirz na szafocie (2L) tuż przed egzekucją

Wirz został aresztowany w maju 1865 roku przez wydzielony oddział kawalerii i przewieziony koleją do Waszyngtonu, gdzie władze federalne zamierzały postawić go przed sądem z oskarżenia o nastawanie na życie żołnierzy Unii.
W lipcu 1865, rozpoczął się proces w budynku Kapitolu; proces ten trwał dwa miesiące, przez cały ten czas obecny był na tytułowych stronach gazet w Stanach Zjednoczonych. Sąd wysłuchał zeznań byłych jeńców, byłych oficerów armii konfederatów, a nawet mieszkańców pobliskich miejscowości. W rezultacie, w początku listopada, sąd uznał Wirza winnym jedenastu z trzynastu punktów oskarżenia i skazał go na karę śmierci.
Proces był sprawą precedensową, na którą sądownictwo amerykańskie powoływało się podczas procesów o zbrodnie wojenne po obu wojnach światowych. Ustalono, że żołnierz żadnej z walczących stron nie może tłumaczyć swych postępków "wypełnianiem rozkazów", szczególnie gdy rozkazy te stoją w sprzeczności z prawami człowieka i prawami wojny.
W liście do prezydenta Andrew Johnsona Wirz prosił o łaskę, ale list nie doczekał się odpowiedzi. Wirza powieszono w Waszyngtonie, w miejscu gdzie dziś wznosi się budynek Sądu Najwyższego. Został pochowany na cmentarzu Mount Olivet.
Henry Wirz był jednym z dwóch żołnierzy Konfederacji sądzonych i skazanych za zbrodnie wojenne w czasie wojny secesyjnej; drugim był konfederacki partyzant Champ Ferguson. Wyrok skazujący Wirza na śmierć do dziś pozostaje obiektem zażartych debat.
W 1909 r. Zjednoczone Córki Konfederacji (United Daughters of the Confederacy) wzniosły pomnik upamiętniający Henry’ego Wirza w wiosce Andersonville. Mieszkańcy rokrocznie organizują marsze dla upamiętnienia Wirza.

## Wirz w kulturze
Proces Wirza został przypomniany w roku 1970 w filmie telewizyjnym "The Andersonville Trial", w reżyserii George'a C. Scotta, który wykorzystał sztukę Saulta Levitta graną na Broadwayu. W rolach głównych wystąpili Richard Basehart jako Wirz i William Shatner jako oskarżyciel publiczny, podpułkownik Norton Chipman.